# Sharon Wood
Sharon Wood (Halifax (Nueva Escocia), 18 de mayo de 1957) es una alpinista canadiense. En 1986 se convirtió en la primera mujer norteamericana en escalar el Everest y la primera mujer del mundo en hacerlo a través de la cordillera occidental desde el Tíbet y sin el apoyo de los sherpas.

## Biografía
Sharon Wood nació en Halifax el 18 de mayo de 1957 
A los diecisiete años, realizó un curso de introducción al alpinismo en Jasper y desarrolló una pasión por esta disciplina..  Posteriormente afirmó que esta pasión le impidió caer en la delincuencia 
Wood entrena bajo la supervisión de Laurie Skreslet, el primer canadiense en escalar el Everest . Rápidamente, destacó al escalar varios picos famosos. Subió la cara Kane del monte Robson. Formó parte del primer equipo exclusivamente femenino en alcanzar la cima del monte Logan . También subió la cresta Cassin en el monte McKinley, la cara sur del Aconcagua, y abrió una nueva ruta en la cara Anquash del Huasscaran, la montaña más alta del Perú  .
En 1986, se unió a un convoy de trece personas para escalar la cresta oeste del Everest sin la ayuda de un sherpa. El 20 de mayo con Dwayne Congdon, llegó a la cima del Everest a las 21 horas convirtiéndose en la primera mujer occidental en escalar el Everest.

## Premios y reconocimientos
- Wood tiene un doctorado honoris causa en derecho de la Universidad de Calgary .

- Recibió la Medalla Canadiense al Mérito .